# FK Użhorod
FK Użhorod (ukr. Футбольний клуб «Ужгород», Futbolnyj Kłub "Użhorod") – ukraiński klub piłkarski, mający siedzibę w mieście Użhorod, w obwodzie zakarpackim. Obecnie występuje w Druhiej lidze.

## Historia
Chronologia nazw:
- 2015: FK Użhorod (ukr. ФК «Ужгород»)

Klub piłkarski FK Użhorod został założony w miejscowości Użhorod w roku 2015, chociaż w 1995 i 2011 również istniał klub z taką nazwą. W 2015 i 2016 zdobył mistrzostwo i Puchar obwodu zakarpackiego i grał mecze domowe na Stadionie Awtomobilist w Użhorodzie. W sezonie 2018/19 zespół startował w Amatorskiej lidze Ukrainy.
W sezonie 2019/20 klub zgłosił się do rozgrywek Drugiej ligi. Również w sezonie 2019/20 debiutował w Pucharze Ukrainy, gdzie przegrał w pierwszej rundzie wstępnej.

## Barwy klubowe, strój
| Biały | Błękitny |

Klub ma barwy biało-błękitne. Zawodnicy domowe spotkania zazwyczaj grają w bordowych koszulkach, białych spodenkach oraz białych getrach.

## Sukcesy

### Trofea międzynarodowe
Nie uczestniczył w rozgrywkach europejskich (stan na 31-05-2019).

### Trofea krajowe
| \| \| Zdobyte trofea w rozgrywkach Ukrainy (stan na: 31-05-2019) \| |                                                            |      |          |
| Rozgrywki                                                           | Osiągnięcie                                                | Razy | Sezon(y) |
| · Mistrzostwo                                                       | I miejsce                                                  | 0    |          |
| · Mistrzostwo                                                       | II miejsce                                                 | 0    |          |
| · Mistrzostwo                                                       | III miejsce                                                | 0    |          |
| Puchar                                                              | zdobywca                                                   | 0    |          |
| Puchar                                                              | finalista                                                  | 0    |          |
| Puchar                                                              | 1/64 finału                                                | 1    | 2019/20  |
| II liga                                                             | I miejsce                                                  | 0    |          |
| II liga                                                             | II miejsce                                                 | 0    |          |
| II liga                                                             | III miejsce                                                | 0    |          |
| Ukraina                                                             | Zdobyte trofea w rozgrywkach Ukrainy (stan na: 31-05-2019) |      |          |

## Trofea inne
- Mistrzostwa obwodu zakarpackiego:
  - mistrz (2x): 2015, 2016
  - 3.miejsce (1x): 2018
- Puchar obwodu zakarpackiego:
  - zdobywca (2x): 2015, 2016
- Superpuchar obwodu zakarpackiego:
  - finalista (1x): 2016

## Piłkarze i trenerzy klubu

### Trenerzy
- 2015–08.2017:  Iwan Szanta
- 08.2017–04.2018:  Taras Tułajdan
- 04.2018–07.2019:  Myrosław Babiak
- 07.2019–11.2019:  Wasyl Warha

## Struktura klubu

### Stadion
Klub piłkarski rozgrywa swoje mecze domowe na stadionie Awanhard w Użhorodzie, który może pomieścić 12000 widzów. Do lata 2019 występował na stadionie Awtomobilist w Użhorodzie (1000 widzów).

### Sponsorzy
- Rada Miejska w Użhorodzie

## Kibice i rywalizacja z innymi klubami

### Rywalizacja
Największymi rywalami klubu są inne zespoły z okolic oraz miasta.

### Derby
- FK Mynaj
- Howerła Użhorod